# Rallye Nový Zéland 1999
Rallye Nový Zéland 1999 byla devátou soutěží Mistrovství světa v rallye 1999. Zvítězil zde Tommi Mäkinen s vozem Mitsubishi Lancer EVO VI. Soutěž měla 27 rychlostních zkoušek o délce 401,56 km. Na startu bylo 82 posádek a do cíle jich dorazilo 46.

## Průběh soutěže
První test vyhrál soukromý domácí pilot Bourne, ale od druhého úseku bojoval o vedení Colin McRae s Mäkinenem. McRae se dostal do vedení ale po poruše elektroniky musel ze soutěže odstoupit. Carlos Sainz a Richard Burns měli potíže s převodovkou. Didier Auriol udělal jezdeckou chybu, vyjel mimo trať, měl defekt ale přes to držel druhou pozici za Mäkinenem. Později ale zlomil zavěšení a propadl se na páté místo. Na druhou pozici se posunul Juha Kankkunen a na třetí Toni Gardemeister. Auriol ještě vybojoval čtvrtou pozici. Pátý dojle Bourne když udržel bojujícího Sainze za sebou.

## Výsledky
1. Tommi Mäkinen, Risto Mannisenmäki - Mitsubishi Lancer EVO VI
2. Juha Kankkunen, Juha Repo - Subaru Impreza WRC
3. Toni Gardemeister, Paavo Lukander - Seat Cordoba WRC
4. Didier Auriol, Denis Giraudet - Toyota Corolla WRC
5. Peter Bourne, Graig Vincent - Subaru Impreza WRC
6. Carlos Sainz, Luis Moya - Toyota Corolla WRC
7. Matthias Kahle, Dieter Schneppenheim - Toyota Corolla WRC
8. Freddy Loix, Sven Smeets - Mitsubishi Carisma GT EVO 6
9. Gustave Trelles, Martin Christie - Mitsubishi Lancer EVO V
10. Hamed Al-Wahaibi, Tony Sircombe - Mitsubishi Lancer EVO V